# Гойслінген
Гойслінген (нім. Häuslingen) — громада в Німеччині, розташована в землі Нижня Саксонія. Входить до складу району Гайдекрайс. Складова частина об'єднання громад Ретем/Аллер.
Площа — 13,58 км2. Населення становить 776 ос. (станом на 31 грудня 2021).

## Галерея

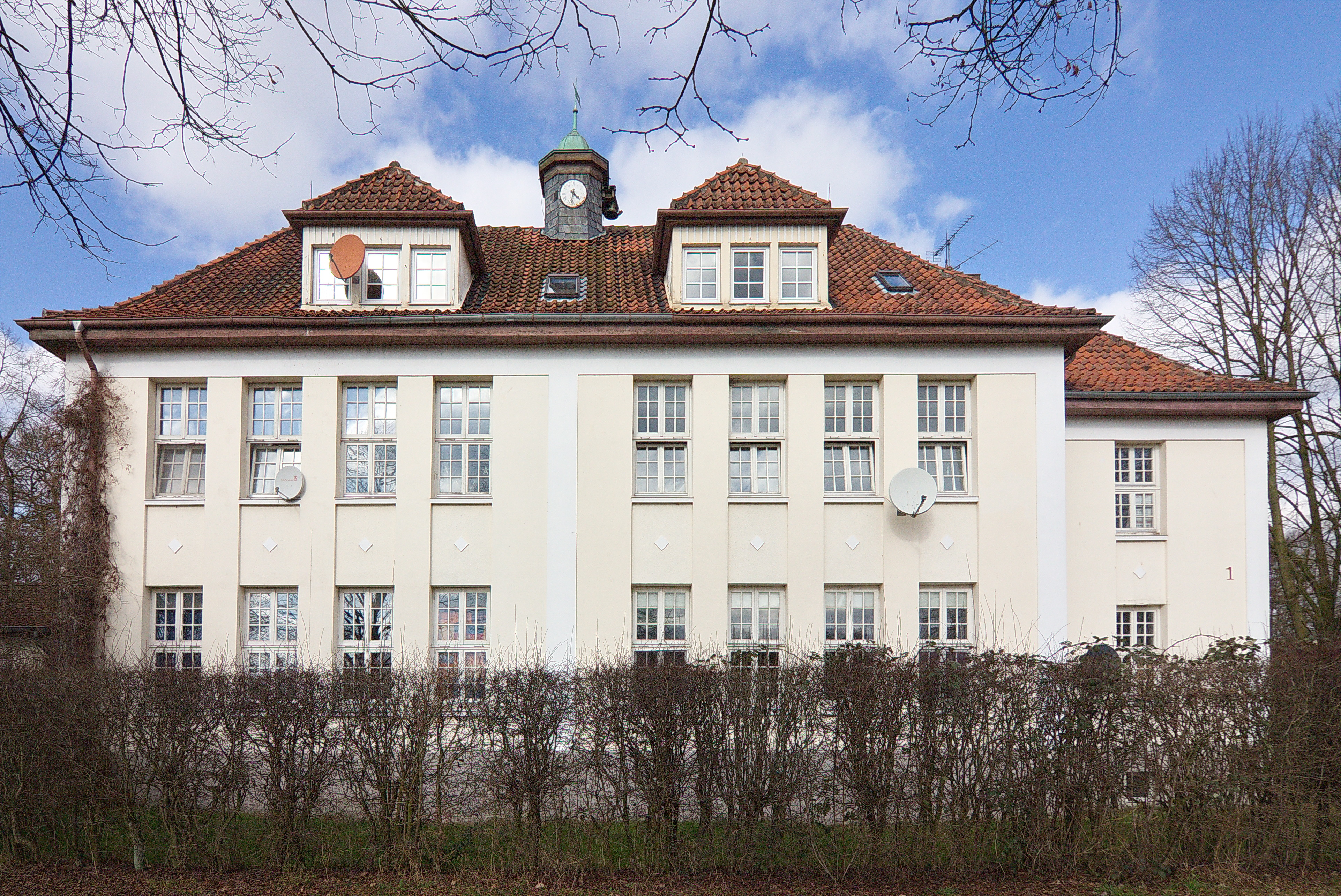
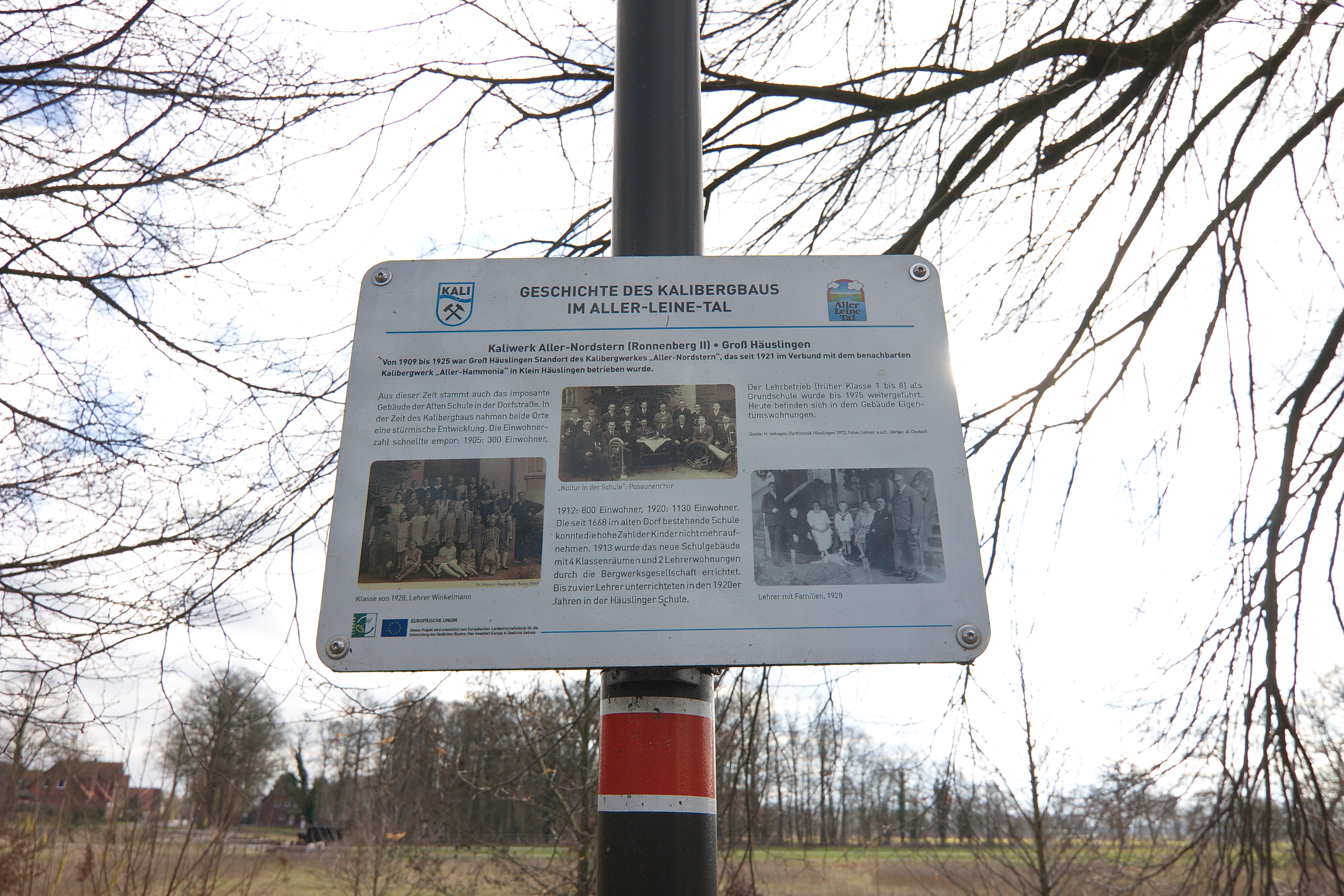